# Ottavio Trento
Ottavio Trento (Vicenza, 20 gennaio 1729 – Vicenza, 8 maggio 1812) è stato un politico italiano aristocratico della Repubblica Veneta.

## Biografia

### Durante la Repubblica di Venezia
Nacque a Vicenza dal conte Giuseppe e dalla contessa Valeria Ferramosca, una famiglia aristocratica originaria di Trento e pertanto conosciuta e chiamata con questo nome. 
Ricevette un'educazione degna del suo rango e, intorno ai vent'anni, iniziò la sua carriera politica; nel 1777 fu iscritto alla "veneta patrizia nobiltà", ruolo che gli procurò delle consistenti entrate in denaro. Nel maggio 1782 venne nominato podestà di Chioggia, carica che ricoprì per un anno.
Assieme al conte Ignazio Porto, Ottavio Trento era proprietario del teatro delle Grazie, che nel settembre 1783 fu distrutto da un violento incendio. Anche se fu sospettato di esserne stato la causa, la Serenissima credette in lui e lo nominò reggente della città di Crema. Amante dei teatri, nel 1784 organizzò la rappresentazione dell'Olimpiade di Metastasio, con musica di Cimarosa, per l'inaugurazione del teatro Eretenio. 
Nel gennaio 1792 ricevette un nuovo incarico come podestà e capitano di Bergamo, ma l'anno seguente fu accusato che "da inghiettator di biade fece grave danno alla popolazione". Nel 1795 il processo si concluse con la sua piena assoluzione; fu però esonerato dalla carica e costretto a ritirarsi dalla vita politica.

### Durante l'occupazione francese

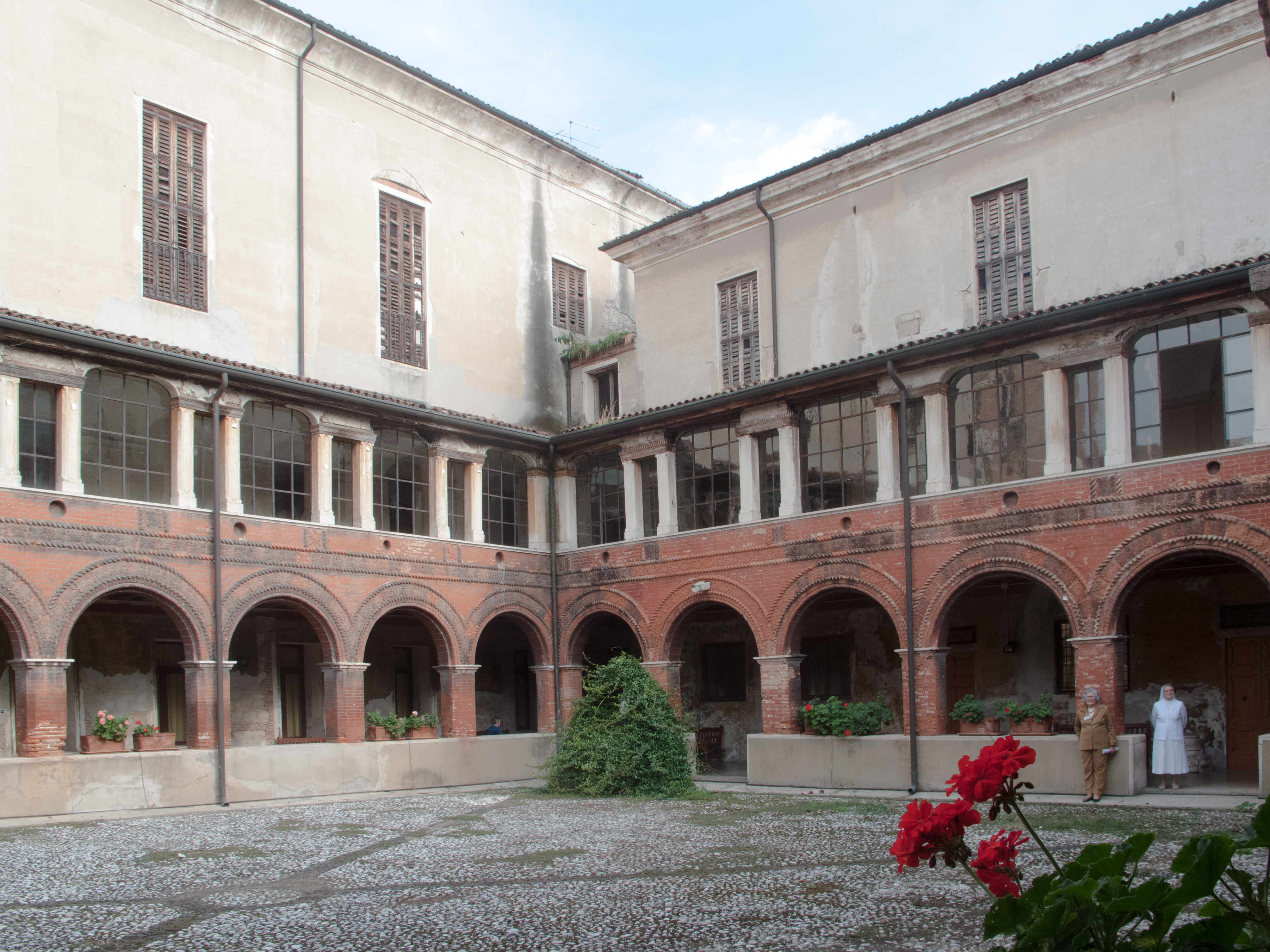
Chiostro del monastero di San Pietro, dall'Ottocento sede dell'Istituto Trento

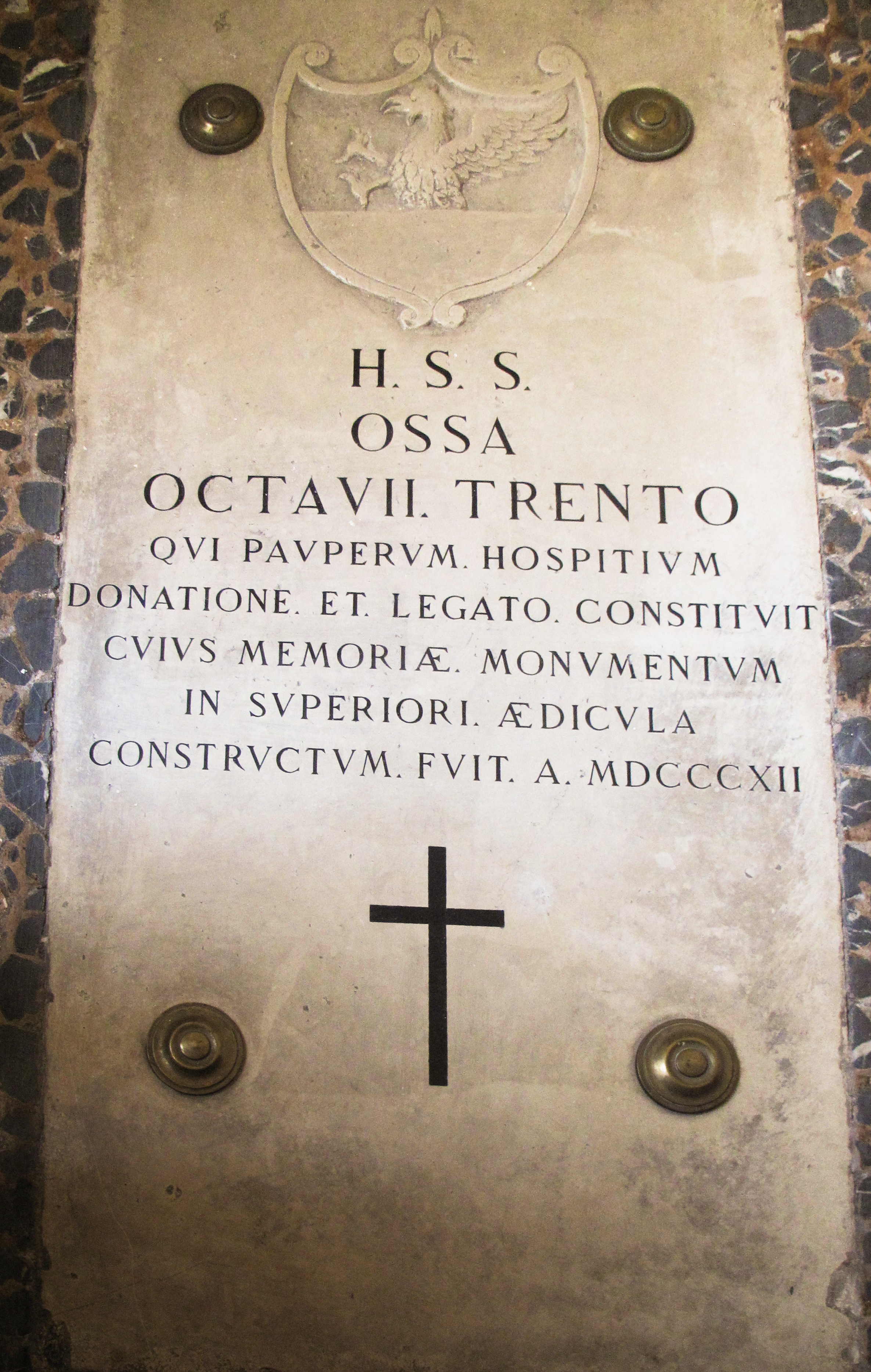
La stele tombale nella sede dell'Istituto che porta il suo nome

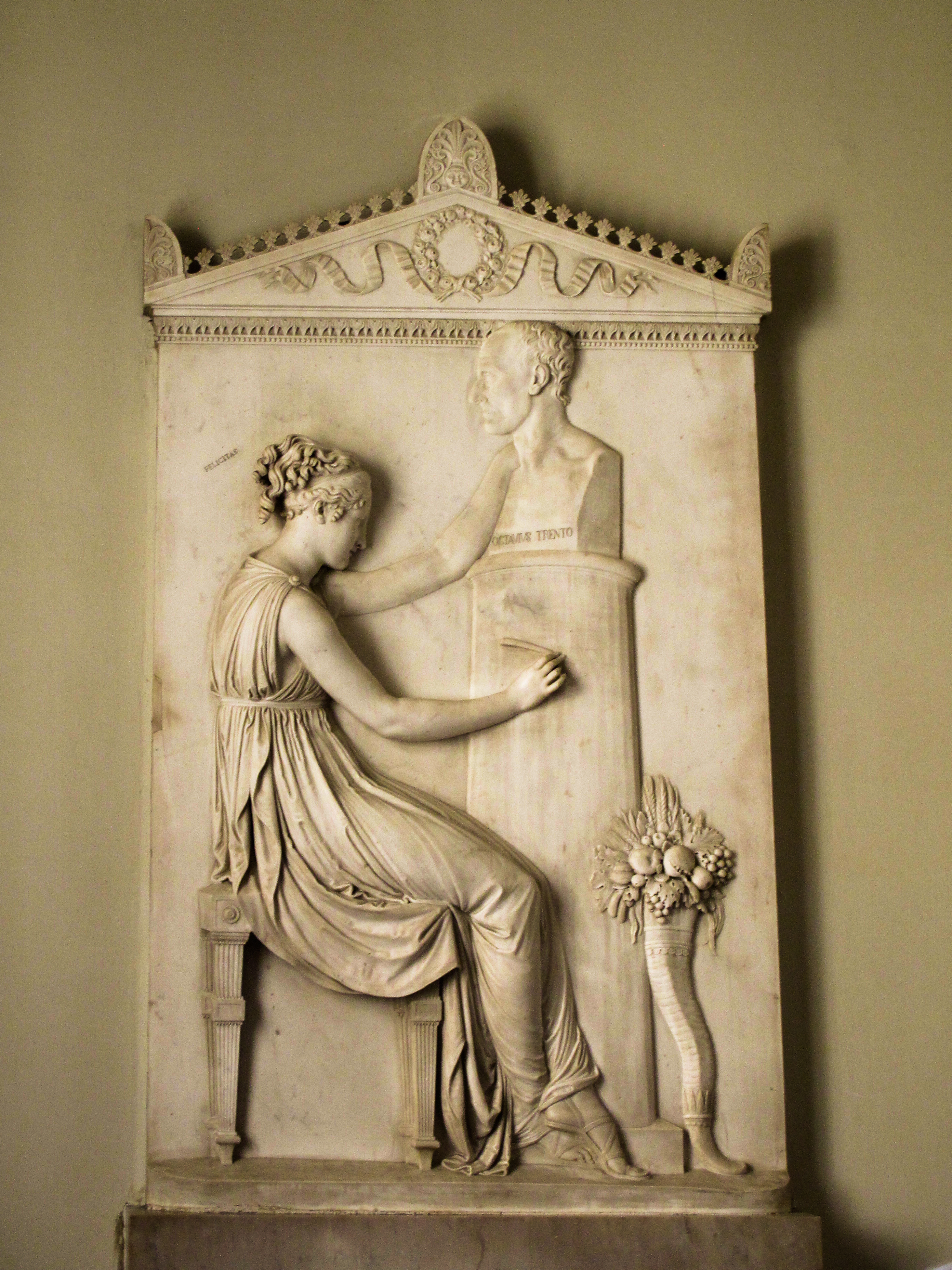
Stele di Antonio Canova, di cui esiste anche una rarissima copia in gesso, conservata a Forlì

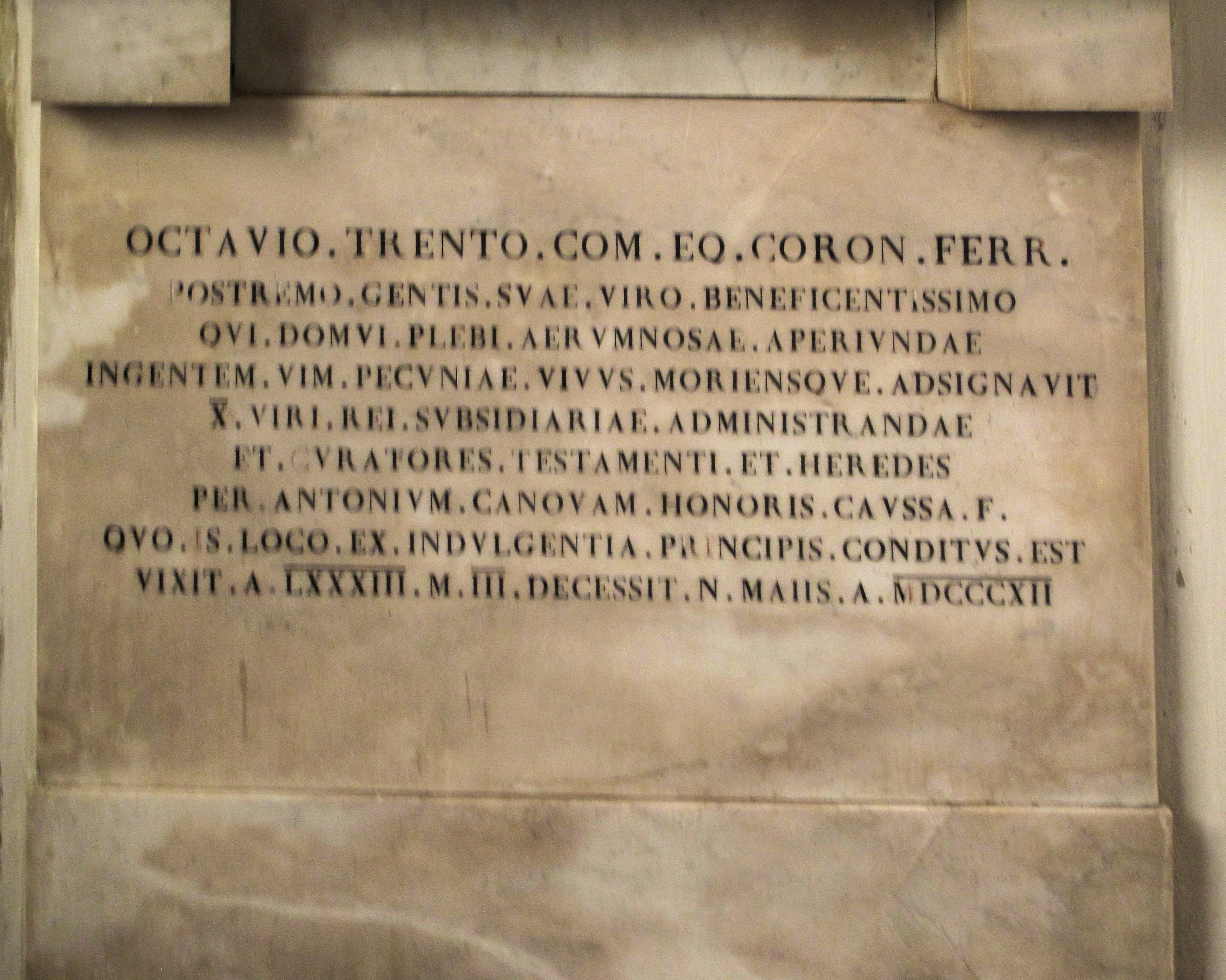
Iscrizione della stele del Canova

Caduta la Repubblica di Venezia nel 1797, il Trento manifestò entusiasmo e dedizione per Napoleone Bonaparte. Quando furono soppressi gli ordini religiosi e l'Impero francese incamerò tutti i loro beni egli, a quel tempo una delle persone più ricche della città, partecipò all'asta nella quale questi beni venivano rivenduti e ne acquistò una parte consistente. 
Il 27 settembre 1807, durante la visita di Napoleone a Vicenza, Ottavio Trento fu affascinato dall'imperatore, che sembra lo abbia esortato a farsi carico dei bisognosi della città. Infatti, con il mutamento della situazione internazionale, una gravissima crisi aveva investito in quegli anni il capoluogo dove, in seguito anche all'introduzione del telaio meccanico, i numerosi e nel Sei-Settecento fiorenti setifici stavano perdendo il lavoro e provocando disoccupazione.
Così il 27 settembre 1810, privo di eredi o discendenza diretta, egli donò per testamento al Comune di Vicenza l'ingente somma di Lire 234.305 per la realizzazione di una "Casa di lavoro volontario e semiforzato" al fine di alleviare la piaga della mendicità. L'11 gennaio 1811, Napoleone gli conferì la croce di cavaliere dell'Ordine della Corona ferrea. 
L'istituzione che da lui prese il nome - e ancor oggi si chiama "Istituto Trento" - cominciò a funzionare solo nel 1813, un anno dopo la sua morte e dopo il crollo dell'Impero francese, nei locali dell'antico monastero benedettino di San Pietro, nell'omonimo borgo molto popolare e già povero a quel tempo. In un primo momento essa accolse ospiti anziani bisognosi di assistenza, nel 1818 aprì le porte anche ai figli degli operai disoccupati assumendo il nome di "Casa di Ricovero e Industria". 
Per ricordarne la memoria, dopo la morte la città gli volle tributare onori solenni; il 17 marzo 1816, alla presenza del Granduca di Toscana, venne inaugurato il monumento funebre a lui dedicato nell'atrio della Casa di ricovero, abbellito da una stele scolpita da Antonio Canova, che rappresenta la "felicità" nell'atto di incidere le lodi del conte sulla colonna che sorregge il suo busto.